# (36022) 1999 NQ49
1999 NQ49 (asteroide 36022) é um asteroide da cintura principal. Possui uma excentricidade de 0.15358480 e uma inclinação de 14.56387º.
Este asteroide foi descoberto no dia 13 de julho de 1999 por LINEAR em Socorro.